# Guido Ascanio Sforza di Santa Fiora
Guido Ascanio Sforza di Santa Fiora (26 de novembro de 1518 - 6 de outubro de 1564) foi um cardeal italiano, conhecido também como o Cardeal de Santa Fiora.
Nascido em Roma, filho de Costanza Farnese e, portanto, neto do Papa Paulo III, irmão do cardeal Alessandro Sforza (1565), tio do Cardeal Francesco Sforza e tio-avô do cardeal Federico Sforza (1645). Durante seu tempo como cardeal, serviu como legado papal, bem como administrador de diferentes cidades e sedes episcopais.
Sua carreira eclesiástica começou muito cedo com a sua escolha como Bispo de Montefiascone e Corneto, atual Diocese de Viterbo, Acquapendente, Bagnoregio, Montefiascone, Tuscania e San Martino al Monte Cimino em 12 de novembro de 1528, quando não possuía mais de dez anos de idade. Renunciou ao mandato em 4 de junho de 1548.
Foi criado cardeal-diácono no consistório de 18 de dezembro de 1534 pelo Papa Paulo III com a Diaconia de Santos Vito, Modesto e Crescência. Mais tarde foi nomeado Camerlengo da Santa Igreja Romana em 22 de outubro de 1537, cargo que ocupou até sua morte. Optou pela Diaconia de Santa Maria in Cosmedin em 31 de maio de 1540, pela Diaconia de Sant'Eustachio em 10 de dezembro de 1540 e, finalmente, pela Diaconia de Santa Maria in Via Lata em 9 de março de 1552. Ele participou dos dois conclaves papais de 1555 (aquele em abril que elegeu o Papa Marcelo II e que, em maio, escolheu o Papa Paulo IV), bem como do conclave realizado em dezembro de 1559, que resultou na eleição de Pio IV, que reconvocou o Concílio de Trento.
Guido Ascanio Sforza morreu no dia 6 de outubro de 1564 de febre em Mântua. Seu corpo foi transferido para Roma e enterrado na capela de sua família na Basílica de Santa Maria Maior.